# Duilio (Sänger)
Duilio (* 23. Februar 1973 in Frenkendorf, bürgerlich Lorenzo di Ciccio) ist ein italienischsprachiger Schweizer Sänger.

## Eurovision Song Contest
Duilio wurde von der Radio- und Fernsehgesellschaft SRG SSR ausgewählt, um die Schweiz beim Eurovision Song Contest 1994 mit der Ballade Sto pregando (dt.: Ich bete) zu vertreten. Beim Wettbewerb in Dublin erreichte das Stück nur den 19. Platz von 25 mit 15 Punkten. Im selben Jahr erschien noch das Album Duilio von ihm, welches ebenso keinen nennenswerten Erfolg aufweisen konnte.